# Parafia św. Kazimierza Królewicza w Giżycku
Parafia Świętego Kazimierza Królewicza w Giżycku  – rzymskokatolicka parafia leżąca w dekanacie Giżycko – św. Krzysztofa należącym do diecezji ełckiej. Obecnie część parafii św. Brunona i św. Kazimierza w Giżycku.
Do utworzenia parafii doszło w roku 1991. Główną przyczyną jej powstania był wzrost liczby mieszkańców, a parafia św. Brunona Biskupa i Męczennika była stanowczo za mała, by pomieścić liczne rzesze wiernych. Tak więc potrzeba stworzenia nowej parafii była ogromna. Wtedy Biskup Warmiński Edmund Piszcz powołał do istnienia parafię św. Kazimierza Królewicza. Została ona wyłoniona z części terenu parafii św. Brunona w Giżycku. Erygował ją 1 lipca 1991 roku biskup Edmund Piszcz, ordynariusz warmiński. Proboszczem parafii został mianowany ks. mgr Lech Janowicz. 1 lipca 1991 roku przejął on nowo utworzoną parafię od proboszcza parafii rzymskokatolickiej św. Brunona w Giżycku – ks. Kazimierza Krzyżaniaka, który zapoczątkował budowę świątyni. 1 sierpnia 1991 roku poświęcono kaplicę utworzoną z części budowanego kościoła. Ceremonii dokonał biskup pomocniczy warmiński Józef Wysocki. Od tej chwili kaplica stała się kościołem parafialnym, gdzie odprawiane były Msze Święte. Obecnie jest to kaplica Matki Bożej Ostrobramskiej i stanowi część kościoła. Od 19 lutego 1992 roku parafia pod wezwaniem św. Kazimierza Królewicza jest siedzibą dekanatu św. Krzysztofa. Od maja 1994 roku Msze Święte odprawiane są w nowym kościele. 21 maja 2000 roku Biskup Ełcki Wojciech Ziemba dokonał konsekracji kościoła. Budowa Kościoła Parafialnego trwała w latach 1991–2000. 1 lipca 2024 parafia została połączona z parafią św. Brunona. W nowopowstałej parafii św. Brunona i św. Kazimierza posługują księża salezjanie inspektorii warszawskiej.